# Pagaran Bira Jae
Pagaran Bira Jae is een bestuurslaag in het regentschap Padang Lawas van de provincie Noord-Sumatra, Indonesië. Pagaran Bira Jae telt 1388 inwoners (volkstelling 2010).